# 大連地下鉄

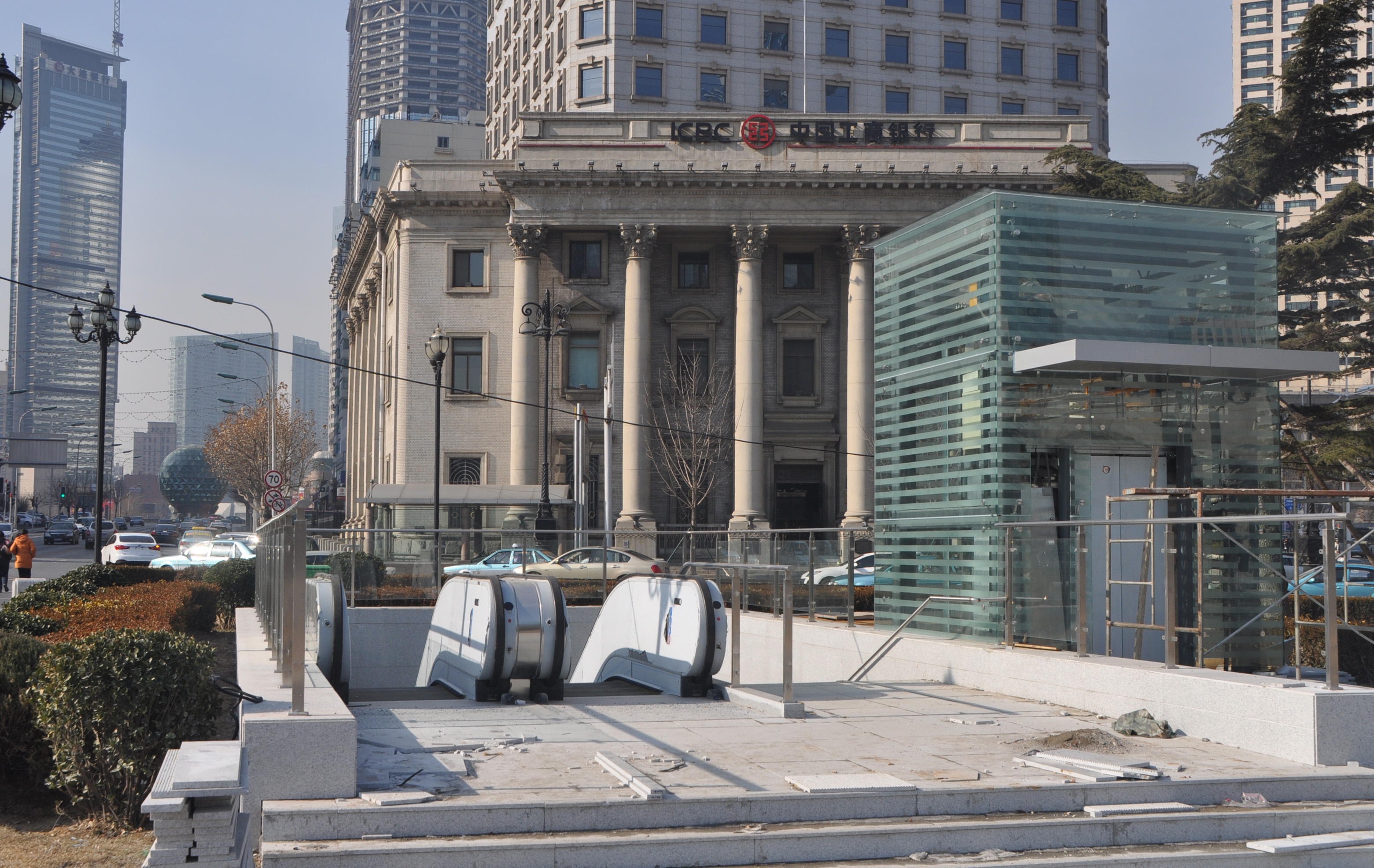
大連地下鉄2号線の中山広場駅入り口（中山広場x中山路で工事中、2015年2月1日）。在来の地下道とつながり、右側にエレベーターも見える。

大連地下鉄（だいれんちかてつ）は、中華人民共和国遼寧省大連市にて営業中の地下鉄である。2023年7月現在、1号線、2号線、3号線、5号線および12号線、13号線が運行されている。

## 概要

大連の都市高速鉄道計画図

大連市都市農村建設委員会のプレスリリースによれば、大連市域の都市高速鉄道計画の研究は1982年に開始され、2005年からは関連部局と共に計画立案にあたり、2008年には大連市都市高速鉄道交通建設計画（大连市城市快速轨道交通建设规划）の策定に至った。鉄道網の計画総延長は262.9kmにのぼり、その内訳は市内中心部の地下鉄線が71.3km、各地域を結ぶ近郊鉄道線(快軌)が191.6kmである。加えてそのほかに将来的な延伸構想も存在する。計画によると、2020年には6路線で、総延長193.1km、2030年には最終的に9路線を建設し、総延長262.9kmとなる。
大連市には、多数の日本企業が進出していることから、日本語のアナウンスが併用されることがある。

## 路線

### 1号線
大連地下鉄1号線は市西郊外を南北に走る路線であり、高速鉄道の玄関口である大連北駅のすぐ北にある姚家駅を起点として南下し、西の繁華街の西安路で2号線と交差して、会展中心・星海広場を経て西へ向かい、旅順南路に沿って大連ハイテクゾーンを通り、河口駅に至る。

### 2号線
大連地下鉄2号線は市中心部を東西に走る路線であり、海之韻公園を起点として西へ進み、市中心部の中山広場・青泥窪橋を通り、西の繁華街にある西安路駅で1号線と交差して、さらに西へ遼寧師範大学・馬欄広場を経て、北へ方面へ曲がり、大連交通の玄関口である大連周水子国際空港に至る。2022年9月30日に前革駅 - 大連北駅間が営業を開始したため、空港から大連北駅へのアクセスも可能になった。西の繁華街の一つである友好広場駅から徒歩5分ほどで大連駅へもアクセスが可能となっている。

### 3号線
大連地下鉄3号線は本線と九里支線から成る。本線は大連駅から大連経済技術開発区を経由し、リゾート地である金石灘駅までを結ぶ。九里支線は開発区駅から分岐して九里駅までを結ぶ。

### 12号線

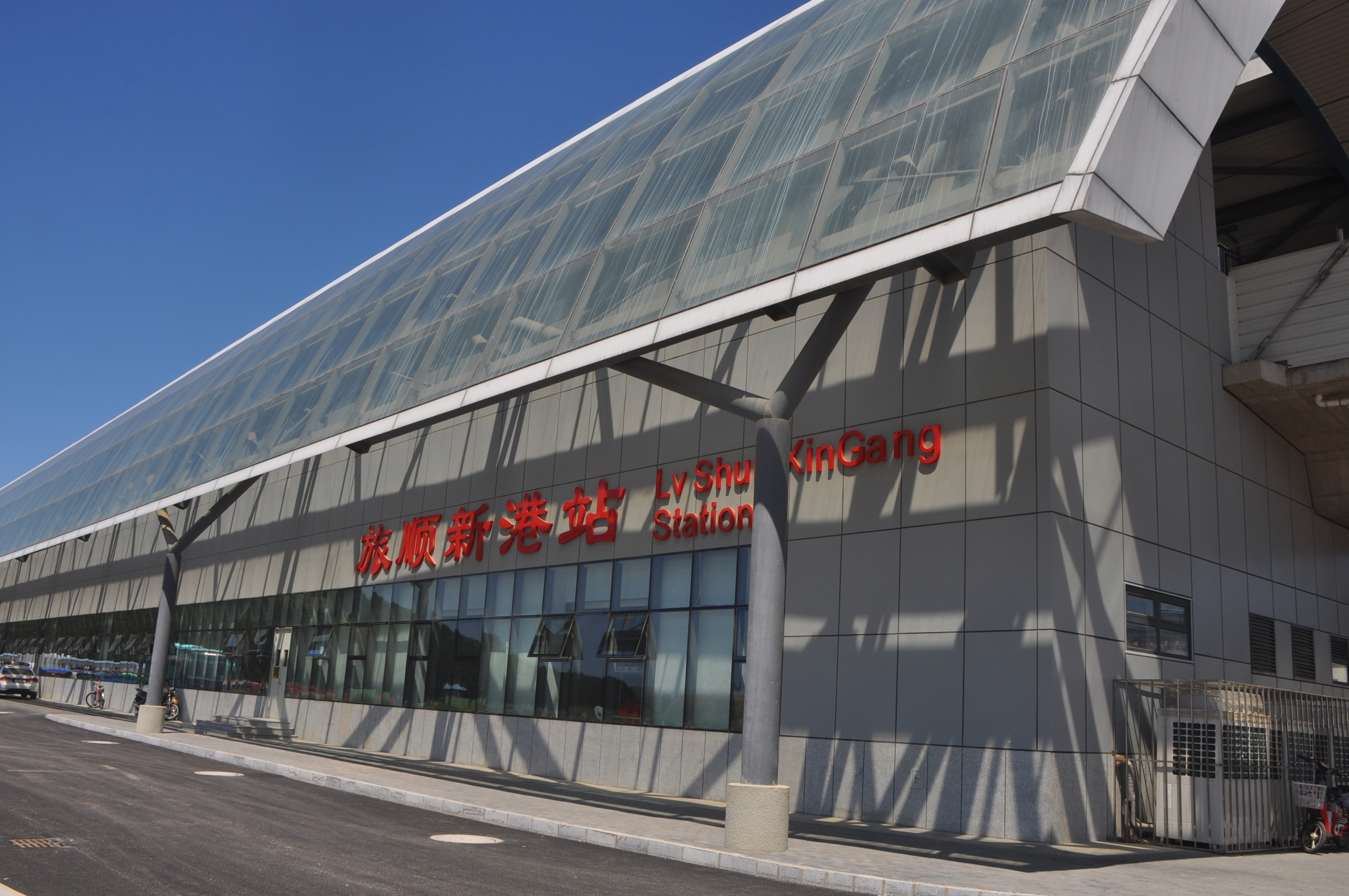
大連202路延伸線の旅順新港駅（2014年）

大連市中心部と旅順口区を南回りで結ぶ路線であり、大連地下鉄1号線の河口駅を起点として旅順南路に沿って黄泥川、龍王塘、郭家村を経て郭水公路に沿って西北へ向かい、旅順口区政府新ビル前を通り、水師営地区を横断し終点の旅順新港駅へ至る。路線延長は約40.3kmである。2009年5月に名目上は市電202系統の延長線として着工され、2014年5月1日に大蔡嶺駅 - 旅順新港駅間、2017年6月7日に河口駅 - 大蔡嶺駅間が開業した。一般的には202路延伸線と呼称されている。

### 4号線・旅順北線（建設中）
市内を東西に結ぶ路線であり、営城子から生態科技城、辛寨子、泡崖村、山東路、金家街、梭魚湾などを経て龍頭石に至る予定である。路線延長は約27kmである。

### 5号線
大連地下鉄5号線 は大連市街中心部を南北方向に縦貫する地下鉄路線であり、虎灘新区から大連駅を経て後関村へ至る。路線延長は約23.8kmである。沿線には大連駅、勝利広場、青泥窪橋、老虎灘などがある。

### 13号線
全長42.7kmであり、金州区の九里駅と普蘭店区の普蘭店振興街駅を結ぶ。2010年8月10日に建設工事が開始され、2021年12月28日に完成した。

## 大連地下鉄連続崩壊事故
- 2010年11月22日海事大学：14時30分頃崩壊、面積約30平方メートル、深さ約5-6メートル。中鉄13局は崩壊領域からわずか100メートル未満。
- 2011年3月10日交通大学：ガス漏れ。1人行方不明、少なくとも3人が埋葬された。翌日行方不明者の遺体を発見した。
- 2011年3月16日車家村：午後6時最初の崩壊、直径約15メートル。7：20同じ場所再び崩壊、直径約25メートル。
- 2011年3月16日春柳：
- 2011年3月17日空港側：午後2時頃崩壊、直径1メートル以上。地下鉄現場スタッフ、横柄な態度。
- 2011年3月17日山東路：
- 2011年3月17日松江路：
- 2011年3月17日富強路：